# Первый парень (фильм, 1958)
«Первый парень» — художественный фильм режиссёра Сергея Параджанова, снятый на Киностудии им. Довженко в 1958 году.
Одна из ранних картин режиссёра.

## Сюжет
Сержант Данила, демобилизовавшись из армии, вернулся в своё село и, посмотрев на то, как скучно проводит молодёжь свободное время, организовал строительство стадиона.
Местный задира и хулиган Юшка, который ранее развлекал ребят не совсем безобидными шутками, за что и был прозван «первым парнем» и за что злилась на него любимая девушка Одарка Кучерявая, решил стать первым футболистом — и это у него получилось.

## В ролях
- Григорий Карпов — Ефим Юшка
- Людмила Сосюра — Одарка Кучерявая
- Юрий Сатаров — Данила Кожемяка
- Валерия Коваленко — Катря
- Андрей Андриенко-Земсков — Журба
- Николай Шутько — заведующий сельмагом
- Татьяна Алексеева — Фрося
- Людмила Орлова — Явдошка
- Михаил Крамар — Панас
- Ярослав Сасько — Макар
- Николай Яковченко — дед Терёшка
- Юрий Цупко — вратарь «Зари»
- Варвара Чайка — мать Одарки
- Иван Матвеев — дед Карпо

## Создатели картины
- Режиссёр-постановщик: Сергей Параджанов
- Авторы сценария: Петр Лубенский, Виктор Безорудько
- Оператор-постановщик: Сергей Ревенко
- Композитор: Евгений Зубцов
- Художник-постановщик: Валерий Новаков
- Директор картины: Алексей Ярмольский[2]

## Производство
- Съёмки проводили в селе Песчаном Золотоношского района (ныне входит в Черкасскую область).

- Параджанов буквально влюбился в украинское село:

«Когда я начал работать над фильмом „Первый парень“, то впервые открыл для себя украинское село — открыл его потрясающей красоты фактуру, его поэзию. И эту свою очарованность попытался выразить на экране».
- Режиссер убрал один из комичных эпизодов, в котором колхозный сторож дед Терёшка, в исполнении Николая Яковченко, увидев, что проигрывает его команда, выскакивал на поле, и, промахнувшись по мячу, забивал в ворота противника свой сапог.

## Прокат
Входит в список самых кассовых советских фильмов кинопроката 1959 года (под № 29).
Комедию посмотрели 21,7 млн зрителей за первый год демонстрации.

## Восприятие
"Параджанов удивил позабытым теперь, но от того не менее впечатляющим фильмом. «Первый парень» — комедия о невозможно счастливой сельской жизни, вдохновленная мотивами Довженко и Пырьева, фирменными тревеллингами камеры в духе Савченко.
Фильм открывается изящными забавами селянок, хороводящих среди подсолнухов и пленяющих окопавшихся в стогах парней прельстительным смехом. Эти шашни ненавязчиво вплетаются в восхитительный пейзаж, образуя цветущий жанровый натюрморт. Затем следует ворох лубочно-колхозных свадебных перипетий, закручивающихся вокруг футбольных баталий селян… Лихое кино можно, пожалуй, упрекнуть лишь в барочной слащавости. Уже не вполне юный талант выдал эдакий «киевский торт», побаловал киевских начальничков, забраковавших его дебютную полнометражку «Андриеш».
Алексей Коленский, кинообозреватель газеты «Культура».